# Plan Monnet

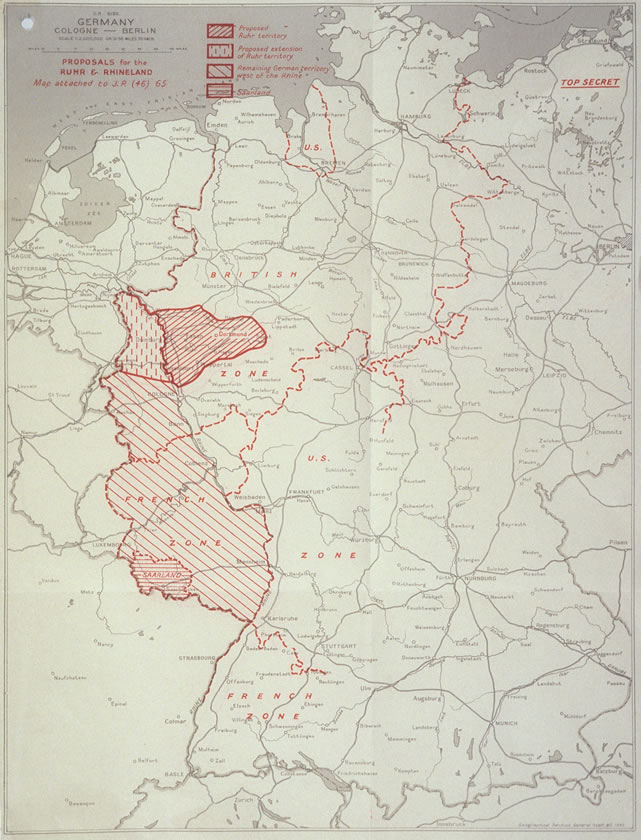
Mapa de británico de las propuestas francesas, creado en abril de 1946. La zona del Ruhr se extendería a la frontera holandesa incorporando partes de Renania, y todo el territorio nuevo se separaría de Alemania.

El plan Monnet fue propuesto por el funcionario francés Jean Monnet después del final de la Segunda Guerra Mundial. Fue un plan de reconstrucción para Francia que propuso dar al país el control sobre las áreas alemanas de carbón y acero de la zona del Ruhr y Saar y utilizar estos recursos para llevar a Francia el 150% de la producción industrial de antes de la guerra. El plan fue adoptado por Charles de Gaulle a comienzos de 1946. Limitaría permanentemente la capacidad y aumentaría enormemente el poder.

## Antecedentes
Los primeros planes franceses se referían a mantener una Alemania débil y fortalecer la economía francesa a cuenta de la de Alemania. La política exterior francesa pretendía desmantelar la industria pesada alemana, colocar la zona rica en carbón del Ruhr y Renania bajo control francés o, como mínimo, internacionalizarlos, y también unir la provincia del Sarre, rica en carbón, con la provincia rica en hierro de Lorena -que había sido entregada de Alemania a Francia nuevamente en 1944-. Cuando los diplomáticos de los Estados Unidos recordaron a los franceses el efecto devastador que esto tendría en la economía alemana, la respuesta de Francia fue sugerir que los alemanes deberían «hacer los ajustes necesarios» para hacer frente al inevitable déficit de divisas.

## Planes de cinco años
El Plan Monnet (1946-1950) fue en efecto el primer plan quinquenal de modernización y equipamiento, un plan para la reconstrucción económica nacional que se basó sobre manera en los planes franceses anteriores para convertir a Francia en el mayor productor de acero de Europa. El objetivo de Monnet era modernizar la economía francesa para hacerla internacionalmente competitiva, especialmente frente a las exportaciones alemanas. Para llevar a cabo sus planes, creó el Comisariado de Planificación y lo consolidó en la burocracia francesa. Alemania fue vista como una herramienta necesaria para llevar a cabo los planes. La producción de acero planificada de aumentar a 15 millones de toneladas de acero al año, nada más podría lograrse reemplazando las exportaciones de acero alemanas anteriores,  y aumentando las importaciones de carbón y coque alemanes, haciendo que el control de este recurso alemán fuera vital.
Las propuestas francesas para el área abastada por los yacimientos de carbón alemanes al este del río Rin habían sido hechas desde finales de 1945, para convertirlo en un Estado Internacional con su propia moneda y costumbres y supervisado por una Autoridad internacional que incluiría a Estados Unidos y Francia. Parte de la razón de estas propuestas fue explicada en Estados Unidos en 1946 por un funcionario de la Oficina de Relaciones Exteriores de Francia: «Con el objetivo de la seguridad militar, preferimos aumentar la de acero francés en detrimento de la región del Ruhr». Los planes franceses para la expansión industrial requirieron un millón adicional de trabajadores durante cuatro años, y Francia planeó mantener durante el mayor tiempo posible los prisioneros alemanes empleados en la minería , la agricultura y la reconstrucción.
Gran Bretaña y Estados Unidos, en general se mostraron reacios a acceder a las demandas francesas, ya que temían que esto aportaría una mayor influencia rusa.
Las memorias de Monnet no muestran evidencia sólida de interés en la unidad europea antes de abril de 1948, cuando se dio cuenta de que era un objetivo central de los Estados Unidos. Después le escribió a Robert Schuman, que para evitar los peligros actuales únicamente había una solución; «Solo sería posible mediante la creación de una federación del oeste».
El canciller francés, Robert Schuman, declaró en un discurso que la declaración Schuman de hecho era la continuación del plan Monnet, y que era únicamente por el bien de apoyar las exportaciones francesas de acero que habían asumido esta tarea. Según el profesor Hans Ritschl, este discurso nunca tuvo la intención de llegar a los oídos alemanes.

## El área de Saar

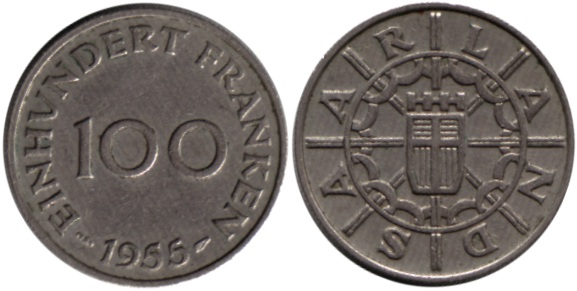
Moneda de 100 francos de Saar.

En 1947, Francia separó la zona rica en carbón de Saar de Alemania y la convirtió en el Protectorado del Sarre bajo control económico francés. El área volvió a la administración alemana el 1 de enero de 1957, pero Francia retuvo el derecho de extraer carbón de sus minas hasta 1981.
Como protectorado, el área del Sarre estaba económicamente integrada con Francia y nominalmente políticamente independiente, pero la seguridad y la política exterior se dictaban desde Francia. Además, Francia mantuvo un Alto Comisionado en el Sarre con amplios poderes.
Las industrias mineras y siderúrgicas fueron las principales en la región. En 1946, Francia había reclamado la propiedad de las minas y también había establecido una frontera aduanera entre el Sarre y el resto de Alemania. En 1947, el «Regie des Mines de la Sarre» emprendió el control operativo de la industria minera de Saar. Durante 1946 la producción de las minas representó un tercio de la producción de carbón francesa y en 1949 una cuarta parte de la producción francesa. Sin el carbón del Saar, la producción de acero francesa habría sido sustancialmente menor.
Las partes que abogaban por el regreso del Sarre a Alemania fueron prohibidas, con la consecuencia de que Alemania Occidental no reconoció la legalidad democrática del gobierno de Sarre. Konrad Adenauer afirmó: «El término  "protectorado" es demasiado amable. Más bien deberíamos hablar de una "colonia", pero eso no lo haré».  Der Name, Protektorat 'wäre vielleicht noch zu gut. Man könnte eher von einer, Kolonie' sprechen - doch das werde ich nicht tun.
En vista del conflicto continuado entre Alemania y Francia sobre el futuro del Sarre, las otras naciones de Europa Occidental hicieron esfuerzos para encontrar una solución al problema potencialmente peligroso. Sometida a una creciente presión internacional, Francia finalmente acordó un compromiso. El territorio del Sarre debía europeizarse en el contexto de la Unión Europea Occidental. Francia y Alemania decidieron en los Acuerdos de París que hasta que se firmara un tratado de paz con Alemania, el área del Sarre se regiría por un «estatuto» que sería supervisado por un comisario europeo que a la vez sería responsable ante el Consejo de Ministros de la Unión Europea Occidental. Sin embargo, el Sarre debería permanecer en una unión económica con Francia.
A pesar de la aprobación del estatuto por Alemania Occidental, en el referéndum de 1955 entre los habitantes de Saarland que era necesario para su entrada en vigor, el estatuto fue rechazado por el 67.7% de la población. A pesar de las afirmaciones francesas previas al referéndum que un "no" al estatuto simplemente resultaría en que el Sarre permanecería en su estado anterior como territorio controlado por Francia, el reclamo del grupo de campaña por un "no" al estatuto que conduciría a la unificación con Alemania Occidental resultó correcta. El Sarre fue reintegrado políticamente con Alemania Occidental el 1 de enero de 1957, pero la reintegración económica se prolongó durante muchos años adicionales. En cambio de aceptar devolver el Saar, Francia exigió y obtuvo las siguientes concesiones:
- En Francia se le permitió extraer carbón de la mina de Warndt hasta 1981.
- Alemania tuvo que aceptar la canalización del río Mosela . Esto redujo los costes de carga francés en la industria siderúrgica de Lorena.
- Alemania tuvo que aceptar la enseñanza del francés como segunda lengua en las escuelas del Sarre. Aunque ya no es vinculante, el acuerdo sigue en general haciéndose.[8][9]

Como una consecuencia menor de los esfuerzos franceses para afrancesar el territorio, se hizo únicamente a los territorios occidentales ocupados por no aceptar ningún refugiado de las expulsiones de alemanes en las provincias orientales y los asentamientos alemanes en otras bandas de Europa oriental. Francia no deseaba aumentar la población de habla alemana en el territorio.

## El área del Ruhr

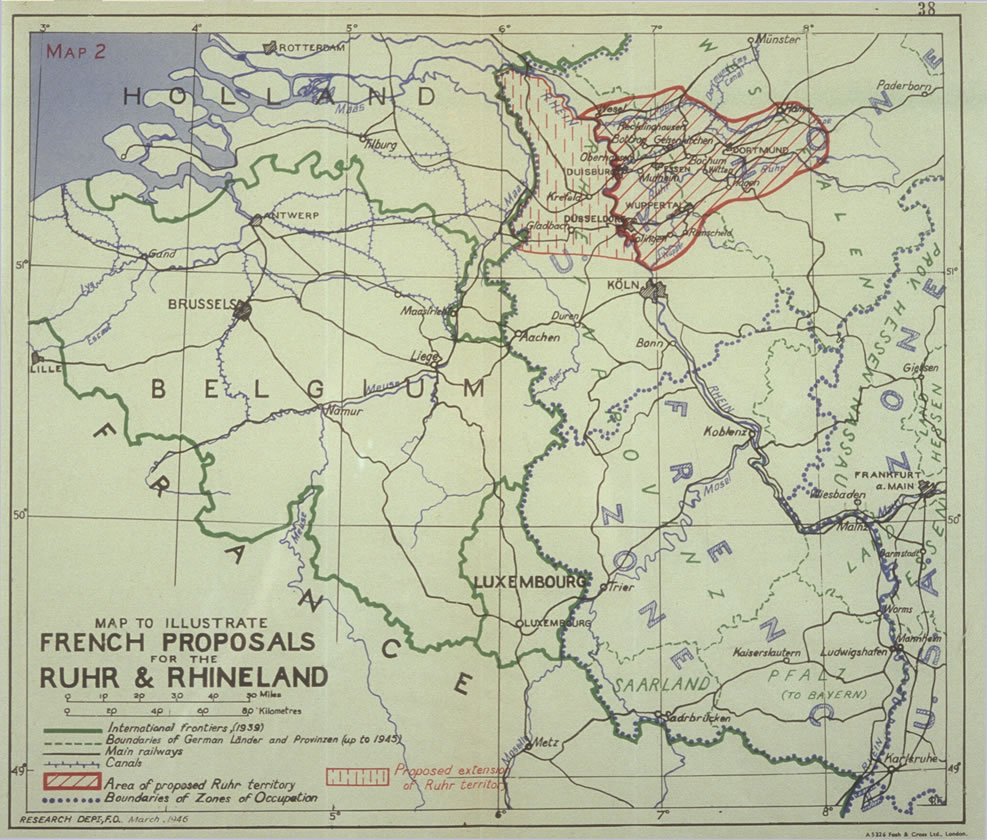
Mapa que muestra detalles de la propuesta francesa para la liberación del área del Ruhr de Alemania.

En septiembre de 1946, el gobierno de Estados Unidos afirmó en el discurso de Stuttgart sobre la Política de Alemania que aceptaría las demandas francesas sobre el Sarre, pero que: "Estados Unidos no apoyarán ninguna intrusión en territorio que sea indiscutiblemente alemán o cualquier división de Alemania, que no sea deseada por las personas involucradas. En los Estados Unidos saben, que los habitantes de la zona del Ruhr y Renania desean permanecer unidos con el resto de Alemania. Y los Estados Unidos no se opondrán a su deseo.» En ese momento, Estados Unidos estaba cada vez más preocupado por el riesgo de que la República Federal de Alemania resbalara al campo comunista, y se consideró que un destacamento en el Ruhr de Alemania haría peligrar el futuro del régimen germano-occidental.
Desde el final de la guerra, Francia, basándose en el plan Monnet, solicitó repetidamente que el Ruhr se separara de Alemania. La producción de acero en el Ruhr se reanudó a pesar de las prohibiciones y restricciones a la producción, ya pesar del desmantelamiento de las plantas de fabricación. Con los preparativos para la fundación de Alemania Occidental, Francia renovó las demandas que se controlara la producción alemana de carbón y acero en el Ruhr.
En 1949, la Autoridad Internacional del Ruhr se impuso a los alemanes (occidentales) como una condición previa para permitirles establecer la República Federal de Alemania. Al controlar la producción y distribución de carbón y acero, es decir, cuánto carbón y acero obtendrían los alemanes-, la Autoridad Internacional para el Ruhr (IAR) controlaba en efecto toda la economía de Alemania Occidental, por disgusto de los alemanes Ludwig Erhard calificó el estatuto de «error trágica», que tendría como consecuencia que «el nivel de vida del pueblo alemán ya no dependería de los esfuerzos, la diligencia y las políticas sociales alemanas, sino que estaría a las manos de los competidores de la industria alemana.»
El desmantelamiento industrial en el Ruhr continuó también en 1949, con trabajadores alemanes protestando e intentando bloquear las fábricas programadas para el desmantelamiento. A los alemanes se les permitió enviar sus delegaciones a la autoridad del Ruhr después de firmar el acuerdo de Petersberg. La lista de industrias a desmantelar en el Ruhr se redujo como consecuencia del acuerdo, pero continuaron hasta mediados 1950. El 24 de noviembre, dos días después del acuerdo de Petersberg hubo un acalorado debate el parlamento alemán como consecuencia, Konrad Adenauer argumentó en defensa del acuerdo que si se lo hubiera hecho de otra forma, entonces en 8 semanas el desmantelamiento industrial habría alcanzado un nivel insoportable. Kurt Schumacher respondió etiquetando a Adenauer como «Canciller de los Aliados".
En 1951, Alemania Occidental aceptó unirse a la Comunidad Europea del Carbón y del Acero en 1952, esto se hizo para levantar las restricciones industriales impuestas por la Autoridad Internacional para el Ruhr (IAR), también con la seguridad francesa de perpetuar el acceso al carbón de Ruhr las actividades y los derechos de la Autoridad Internacional del Ruhr fueron asumidas por la Comunidad Europea del Carbón y del Acero.